# Ralph Roese

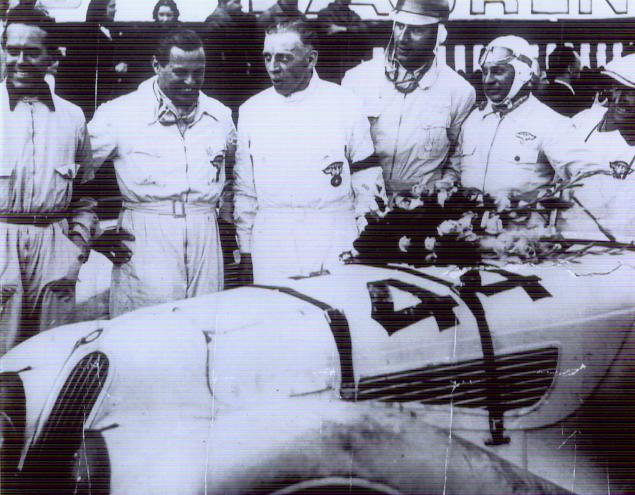
Roese en 1938 aux 24 Heures de Spa, sur BMW 328 (troisième en partant de la gauche... et troisième à l'arrivée).

Ralph Roese, né le 27 juillet 1900 à Mettmann et décédé le 8 février 1950 dans un accident de la circulation près de Neuwied-Dierdorf, était un pilote moto et un pilote automobile de voitures de tourisme allemand.

## Biographie
Sa carrière motocycliste lui permet d'obtenir deux titres de Champion d'Allemagne moto (de) en plus de 500 cm3 sur BMW, pour les saisons 1931 et 1932 (il est de plus troisième du GP d'Allemagne à l'AVUS, lors de son second sacre).
En sport automobile, il gagne notamment l'Eifelrennen tourisme au Nürburgring en 1935, 1936 et 1939, sur BMW 315/1, et il remporte le Grand Prix des Frontières à deux reprises sur BMW 328, en 1938 et 1939 (après avoir été deuxième en 1937), ainsi que celui d'Anvers en 1938.
Il finit aussi avec la 328 troisième des 24 Heures de Spa 1938 et lors des Mille Miglia 1940, voiture qui lui permet encore d'être septième des 24 Heures du Mans 1939.
Il termine l'année 1939 Champion d'Allemagne Sport pour la catégorie 1.5L.. Après la guerre, il est encore vice-champion en 1948, pour celle des moins de 2L..
Il meurt lors d'un accident sur la Bundesautobahn 3, alors qu'avec trois autres pilotes de course -dont Wilhelm Manske et Franz Josef Geesmeier-, il se rend sur le site de production de Veritas pour découvrir un nouveau modèle de compétition.

## Liens externes

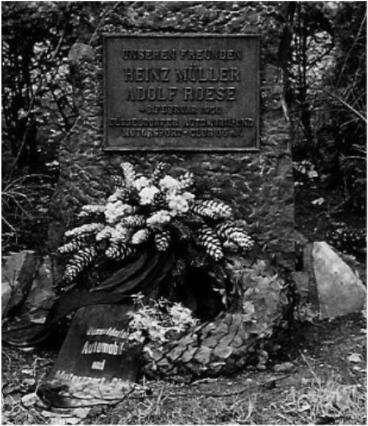
Mémorial à Paul Heinrich (Heinz) Müller et Ralph Roese, sur l'autoroute A3 (créé le 19 mai 1951, sur le lieu de l'accident).

## Source de traduction
- (de) Cet article est partiellement ou en totalité issu de l’article de Wikipédia en allemand intitulé « Ralph Roese » (voir la liste des auteurs).